# Meistriliiga
Meistriliiga je najjača državna nogometna liga u Estoniji. Liga je osnovana 1991. godine. Od 2009. godine to nije u potpunosti profesionalna liga jer je samo šest klubova profesionalno, a ostala četiri su poluprofesionalni.
Kao i u većini zemalja s niskim temperaturama u zimskom razdoblju, sezona počinje oko ožujka, a završava krajem studenoga. Liga se sastoji od deset klubova, a sve ekipe igraju međusobno četiri puta. Nakon svake sezone posljednjeplasirana momčad ispada u niži rang natjecanja, dok prvoplasirana momčad Esiliige osigurava promociju (osim ako je pobjednik druga momčad meistriliigaškog kluba, u tom slučaju sljedeći na tablici automatski ide u Meistriliigu), a predzadnja momčad iz Meistriliige i drugoplasirani iz Esiliige igraju dvije utamice playoff-a za mjesto u Meistriliigi.

## Osvajači
- 1992.: FC Norma Tallinn
- 1992./93.: FC Norma Tallinn
- 1993./94.: FC Flora Tallinn
- 1994./95.: FC Flora Tallinn

| - 1995./96.: FC Lantana Tallinn - 1996./97.: FC Lantana Tallinn - 1997./98.: FC Flora Tallinn - 1998.: FC Flora Tallinn - 1999.: FC Levadia Maardu - 2000.: FC Levadia Maardu - 2001.: FC Flora Tallinn - 2002.: FC Flora Tallinn - 2003.: FC Flora Tallinn - 2004.: FC Levadia Tallinn - 2005.: FC TVMK Tallinn - 2006.: FC Levadia Tallinn - 2007.: FC Levadia Tallinn - 2008.: FC Levadia Tallinn - 2009.: FC Levadia Tallinn - 2010.: FC Flora Tallinn - 2011.: FC Flora Tallinn - 2012.: JK Nõmme Kalju - 2013.: FC Levadia Tallinn - 2014.: FC Levadia Tallinn - 2015.: FC Flora Tallinn - 2016.: FC Infonet - 2017.: FC Flora Tallinn - 2018.: JK Nõmme Kalju - 2019.: FC Flora Tallinn - 2020.: FC Flora Tallinn - 2021.: FCI Levadia Tallinn - 2022.: FC Flora Tallinn - 2023.: FC Flora Tallinn - 2024.: FCI Levadia Tallinn |  | - 15 naslova: FC Flora Tallinn - 10 naslova: FCI Levadia Tallinn (ranije Levadia Maardu) - 2 naslova: FC Lantana Tallinn - 2 naslova: FC Norma Tallinn - 2 naslova: JK Nõmme Kalju - 1 naslov: FC TVMK Tallinn - 1 naslov: FC Infonet |

## Meistriliiga 2024.
| Klub           | Grad       | Stadion                  | Kapacitet |
| -------------- | ---------- | ------------------------ | --------- |
| Flora          | Tallinn    | A. Le Coq Arena          | 14.336    |
| Kuressaare     | Kuressaare | Kuressaare linnastaadion | 2.000     |
| Levadia        | Tallinn    | A. Le Coq Arena          | 14.336    |
| Narva Trans    | Narva      | Kreenholmi staadion      | 1.065     |
| Nõmme Kalju    | Tallinn    | Hiiu staadion            | 650       |
| Nõmme United   | Tallinn    | Männiku Stadium          | 500       |
| Paide LM       | Paide      | ÜG stadium               | 500       |
| Tallinna Kalev | Tallinn    | Stadion Kadriorg         | 5.000     |
| Tammeka        | Tartu      | Tamme staadion           | 1.750     |
| Vaprus         | Pärnu      | Pärnu Rannastaadion      | 1.501     |